# Elambó
Elambó är en ort i Mexiko.   Den ligger i kommunen Zinacantán och delstaten Chiapas, i den sydöstra delen av landet, 700 km öster om huvudstaden Mexico City. Elambó ligger 2 153 meter över havet och antalet invånare är 279.
Terrängen runt Elambó är kuperad åt nordost, men åt sydväst är den bergig. Runt Elambó är det tätbefolkat, med 459 invånare per kvadratkilometer. Närmaste större samhälle är San Cristóbal de las Casas, 9,5 km öster om Elambó. Omgivningarna runt Elambó är en mosaik av jordbruksmark och naturlig växtlighet.